# Sudeste de Roraima
Sudeste de Roraima is een van de 4 microregio's van de Braziliaanse deelstaat Roraima. Zij ligt in de mesoregio Sul de Roraima en grenst aan de microregio's Caracaraí, Óbidos (PA), Parintins (AM), Rio Negro (AM) en Rio Preto da Eva (AM). De microregio heeft een oppervlakte van ca. 51.470 km². In 2006 werd het inwoneraantal geschat op 44.010.
Vier gemeenten behoren tot deze microregio:
- Caroebe
- Rorainópolis
- São João da Baliza
- São Luíz

Mesoregio's: Norte de Roraima · Sul de Roraima

Microregio's: Boa Vista · Caracaraí · Nordeste de Roraima · Sudeste de Roraima